# Arnold Classic
Die Arnold Schwarzenegger Classic ist ein Wettbewerb im professionellen Bodybuilding, welcher von der weltweit größten BB-Organisation IFBB subventioniert wird. Er wird jährlich in Columbus (Ohio) ausgetragen und ist heutzutage mit Preisgeldern im sechsstelligen Bereich der höchstdotierte Wettkampf seiner Art.

## Geschichte
Im Jahr 1989 feierten die Arnold Classic ihre Premiere. Organisatoren dieses Events waren Arnold Schwarzenegger und James J. Lorimer, welche bereits seit Mitte der siebziger Jahre den Mr. Olympia ausrichteten. Seit dem ersten Jahr wurden dabei neben der Männerkonkurrenz auch ein Vergleichswettkampf der weltbesten Bodybuilderinnen durchgeführt. Dafür wurde die bereits drei Jahre zuvor ins Leben gerufene Wahl zur Ms. International nach Columbus verlegt, wo sie sich in den Folgejahren neben der Ms. Olympia zum prestigeträchtigsten Wettkampf im Frauen-BB etablieren konnte. Mit der Aufnahme der Fitness-Klassen in den IFBB-Wettkampf-Kalender fanden mit der Zeit weitere Damen-Konkurrenzen den Weg in das Programm der IFBB-Veranstaltung (Fitness International, Figure International).
1993 wurde die Arnold Classic mit der Arnold Fitness Expo erweitert, welche heutzutage als bedeutendste Messe der US-amerikanischen Fitness-Branche gilt. Beide Veranstaltungen fanden dabei unter dem Namen Arnold Fitness Weekend statt – 2006 erfolgte die Umbenennung in Arnold Sports Festival.
Seit dem Jahr 2000 wird dort auch jährlich der Arnold Schwarzenegger Lifetime Achievement Award verliehen.
Heute fungiert die Bodybuildingveranstaltung Arnold Classic als eine von mehreren Sportwettbewerben im Rahmen des Arnold Sports Festival.

## Sieger
| Jahr | Herren            | Herren              | Herren                | Herren              | Herren                   | Herren              | Herren          | Damen                | Damen             | Damen             | Damen                 | Damen                | Damen                | Damen                  |
| Jahr | Arnold Classic    | Arnold Classic      | Arnold Classic        |                     |                          |                     |                 | Ms. International    | Ms. International | Ms. International |                       |                      |                      |                        |
| Jahr | Overall           | Best Poser          | Most Muscular         | Classic Physique    | Best Poser Classic       | Men's Physique      | 212             | Overall              | Heavyweight       | Lightweight       | Fitness International | Figure International | Bikini International | Wellness International |
| ---- | ----------------- | ------------------- | --------------------- | ------------------- | ------------------------ | ------------------- | --------------- | -------------------- | ----------------- | ----------------- | --------------------- | -------------------- | -------------------- | ---------------------- |
| 1989 | Rich Gaspari      |                     |                       |                     |                          |                     |                 | Jackie Paisley       |                   |                   |                       |                      |                      |                        |
| 1990 | Mike Ashley       | Laura Creavalle     |                       |                     |                          |                     |                 |                      |                   |                   |                       |                      |                      |                        |
| 1991 | Shawn Ray         | Tonya Knight        |                       |                     |                          |                     |                 |                      |                   |                   |                       |                      |                      |                        |
| 1992 | Vince Taylor      | Anja Schreiner      |                       |                     |                          |                     |                 |                      |                   |                   |                       |                      |                      |                        |
| 1993 | Flex Wheeler      | Kim Chizevsky       |                       |                     |                          |                     |                 |                      |                   |                   |                       |                      |                      |                        |
| 1994 | Kevin Levrone     | Laura Creavalle     | Carol Semple-Marzetta |                     |                          |                     |                 |                      |                   |                   |                       |                      |                      |                        |
| 1995 | Mike Francois     | Laura Creavalle     | Carol Semple-Marzetta |                     |                          |                     |                 |                      |                   |                   |                       |                      |                      |                        |
| 1996 | Kevin Levrone     | Kim Chizevsky       | Alexandra Béres       |                     |                          |                     |                 |                      |                   |                   |                       |                      |                      |                        |
| 1997 | Flex Wheeler      | Yolanda Hughes      | Carol Semple-Marzetta |                     |                          |                     |                 |                      |                   |                   |                       |                      |                      |                        |
| 1998 | Flex Wheeler      | Yolanda Hughes      | Susie Curry           |                     |                          |                     |                 |                      |                   |                   |                       |                      |                      |                        |
| 1999 | Nasser El Sonbaty | Vickie Gates        | Susie Curry           |                     |                          |                     |                 |                      |                   |                   |                       |                      |                      |                        |
| 2000 | Flex Wheeler      | Vickie Gates        | Vickie Gates          | Brenda Raganot      | Kelly Ryan               |                     |                 |                      |                   |                   |                       |                      |                      |                        |
| 2001 | Ronnie Coleman    | Vickie Gates        | Vickie Gates          | Dayana Cadeau       | Jenny Worth              |                     |                 |                      |                   |                   |                       |                      |                      |                        |
| 2002 | Jay Cutler        | Yaxeni Oriquen      | Yaxeni Oriquen        | Valentina Chepiga   | Susie Curry              |                     |                 |                      |                   |                   |                       |                      |                      |                        |
| 2003 | Jay Cutler        | Yaxeni Oriquen      | Yaxeni Oriquen        | Cathy LeFrançois    | Susie Curry              | Jenny Lynn          |                 |                      |                   |                   |                       |                      |                      |                        |
| 2004 | Jay Cutler        | Iris Kyle           | Iris Kyle             | Dayana Cadeau       | Adela Garcia             | Jenny Lynn          |                 |                      |                   |                   |                       |                      |                      |                        |
| 2005 | Dexter Jackson    | Yaxeni Oriquen      | Yaxeni Oriquen        | Brenda Raganot      | Jen Hendershott          | Jenny Lynn          |                 |                      |                   |                   |                       |                      |                      |                        |
| 2006 | Dexter Jackson    | Iris Kyle           |                       |                     | Adela Garcia             | Mary Elizabeth Lado |                 |                      |                   |                   |                       |                      |                      |                        |
| 2007 | Victor Martinez   | Iris Kyle           | Kimberly Klein        | Mary Elizabeth Lado |                          |                     |                 |                      |                   |                   |                       |                      |                      |                        |
| 2008 | Dexter Jackson    | Yaxeni Oriquen      | Kimberly Klein        | Gina Aliotti        |                          |                     |                 |                      |                   |                   |                       |                      |                      |                        |
| 2009 | Kai Greene        | Kai Greene          | Branch Warren         | Iris Kyle           | Jen Hendershott          | Živilė Raudonienė   |                 |                      |                   |                   |                       |                      |                      |                        |
| 2010 | Kai Greene        | Kai Greene          | Branch Warren         | Iris Kyle           | Adela Garcia             | Nicole Wilkins-Lee  |                 |                      |                   |                   |                       |                      |                      |                        |
| 2011 | Branch Warren     | Dennis Wolf         | Branch Warren         | Iris Kyle           | Adela Garcia             | Nicole Wilkins-Lee  | Nicole Nagrani  |                      |                   |                   |                       |                      |                      |                        |
| 2012 | Branch Warren     |                     | Branch Warren         | Yaxeni Oriquen      | Adela Garcia             | Nicole Wilkins-Lee  | Sonia Gonzalez  |                      |                   |                   |                       |                      |                      |                        |
| 2013 | Dexter Jackson    |                     | Iris Kyle             | Tanji Johnson       | Candice Keene            | India Paulino       |                 |                      |                   |                   |                       |                      |                      |                        |
| 2014 | Dennis Wolf       | James Lewis         |                       | Oksana Grishina     | Candice Keene            | Ashley Kaltwasser   |                 |                      |                   |                   |                       |                      |                      |                        |
| 2015 | Dexter Jackson    | Sadik Hadzovic      | Jose Raymond          | Oksana Grishina     | Camala Rodriguez-McClure | Ashley Kaltwasser   |                 |                      |                   |                   |                       |                      |                      |                        |
| 2016 | Kai Greene        | Brandon Hendrickson | Hidetada Yamagishi    | Oksana Grishina     | Latorya Watts            | India Paulino       |                 |                      |                   |                   |                       |                      |                      |                        |
| 2017 | Cedric McMillan   | Ryan Terry          | Ahmad Ashkanani       | Oksana Grishina     | Candice Lewis-Carter     | Angelica Teixeira   |                 |                      |                   |                   |                       |                      |                      |                        |
| 2018 | William Bonac     | Fred Smalls         | Roelly Winklaar       | Breon Ansley        | Andre Ferguson           | Kamal Elgargni      | Whitney Jones   | Candice Lewis-Carter | Angelica Teixeira |                   |                       |                      |                      |                        |
| 2019 | Brandon Curry     | Joshua Lenartowicz  | William Bonac         | George Peterson     | Andre Ferguson           |                     | Ryall Graber    | Cydney Gillon        | Janet Layug       |                   |                       |                      |                      |                        |
| 2020 | William Bonac     | Sergio Oliva Jr.    | Mamdouh Elssbiay      | Alex Cambronero     | Andre Ferguson           | Missy Truscott      | Natalia Soltero | Elisa Pecini         |                   |                   |                       |                      |                      |                        |
| 2021 | Nick Walker       | Sergio Oliva Jr.    | Nick Walker           | Terrence Ruffin     | Logan Franklin           |                     | Missy Truscott  |                      | Jennifer Dorie    |                   |                       |                      |                      |                        |
| 2022 | Brandon Curry     | Brandon Curry       | William Bonac         | Terrence Ruffin     | Terrence Ruffin          | Erin Banks          | Ariel Khadr     | Cydney Gillon        | Lauralie Chapados | Isabelle Nunes    |                       |                      |                      |                        |
| 2023 | Samson Dauda      | Andrew Jacked       | Nick Walker           | Ramon Rocha Queiroz | Urs Kalecinski           | Erin Banks          | Ariel Khadr     |                      | Lauralie Chapados | Kassandra Gillis  |                       |                      |                      |                        |
| 2024 | Hadi Choopan      | Samson Dauda        | Hadi Choopan          | Wesley Vissers      | Urs Kalecinski           | Diogo Montenegro    |                 |                      |                   |                   | Ariel Khadr           |                      | Lauralie Chapados    | Francielle Mattos      |
| 2025 | Derek Lunsford    | Derek Lunsford      | Samson Dauda          | Mike Sommerfeld     | Logan Franklin           | Ali Bilal           |                 |                      |                   |                   | Jaclyn Baker          |                      | Vania Auguste        | Eduarda Bezerra        |
| Jahr | Overall           | Best Poser          | Most Muscular         | Classic Physique    | Best Poser Classic       | Men's Physique      | 212             | Overall              | Heavyweight       | Lightweight       | Fitness International | Figure International | Bikini International | Wellness International |